# رافائله کولامونیچی
رافائله کولامونیچی (ایتالیایی: Raffaele Colamonici) تهیه‌کننده فیلم و مدیر تولید اهل ایتالیا بود.
از فیلم‌های او می‌توان به آخرین رقص، ناپل سبز و آبی و شهبانوی ناوارا اشاره کرد.